# جسم آشوف

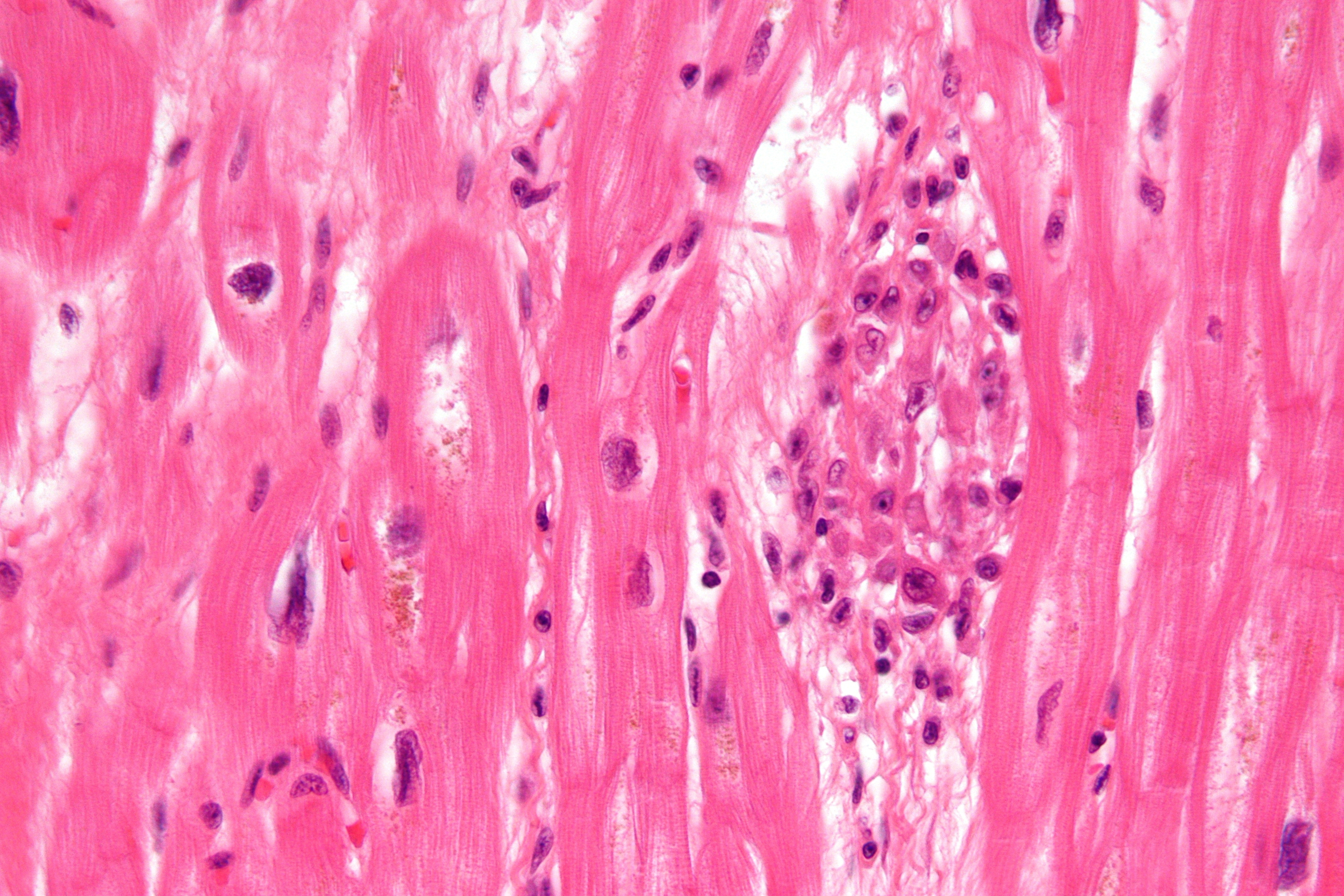
أجسام آشوف هي أجسام ميكروسكوبية تتواجد عند مرضى الحمى الرثوية

في الطب، أجسام آشوف (بالإنجليزية: Aschoff bodies)‏ هي عقيدات تتواجد في قلوب المصابين بالحمى الرثوية. تنتج هذه الأجسام من التهاب عضلة القلب وهي سمة لداء القلب الروماتزمي. اكتشف هذه العقيدات بشكل منفرد كل من العالمين لودويج آشوف وبول رودولف جيبل، ولهذه عادة ما يتم تسميتها أجسام آشوف-جيبل.

## مظهر
مجهريًا، أجسام آشوف هي مناطق التهاب في النسيج الضام للقلب، أو التهاب خلاليّ بؤري. أجسام آشوف كاملة النمو هي أجسام على هيئة أورام حبيبية تتألف من تبدّل فبريني، ارتشاح لمفاوي، عدد قليل من خلايا البلازما، وبلاعم نمطية غير سوية تحيط مراكز نخرية. بعض هذه البلاعم قد تلتحم لتشكّل خلايا عملاقة متعددة النوى. بعضها الآخر قد يصبح خلايا أنيتشكوف أو خلايا اليسروع، التي تدعى كذلك بسبب مظهر الكروماتين بها. وقد تتواجد أجسام آشوف في 3 طبقات القلب، حيث احتمال ظهورها في التأمور هو الأكثر انخفاضًا.

## تواجد في آفات قلبية
تتجلى ظواهر الحمى الرثوية في القلب على شكل التهاب بؤري يشمل 3 طبقات القلب، تغيير مرضي يدعى التهاب القلب الشامل. الميزة الواصمة في التهاب القلب الشامل النابع من الحمة الرثوية هي وجود أجسام آشوف.

## تاريخ
تم اكتشاف أجسام آشوف بشكل مستقل من قبل طبيب الباثولوجيا الألماني لودفيغ آشوف عام 1904 وبعد عام واحد على يد بول رودولف جيبل.